# Aerounion
Aerotransporte de Carga Unión, gemeinhin bekannt als AeroUnion, ist eine mexikanische Frachtfluggesellschaft mit Sitz in Mexiko-Stadt und Basis auf dem Flughafen Mexiko-Stadt. Sie ist eine Tochtergesellschaft der Avianca Cargo und Bestandteil der Avianca Group. Das Unternehmen bedient ein Streckennetz und führt Frachtflüge innerhalb von Mexiko und zwischen Mexiko und den USA durch; führt aber auch weitere internationale Frachtflüge durch.

## Geschichte
Die Airline wurde am 5. März 1998 gegründet und absolvierte ihren ersten Flug 2001. Im November 2000 beantragte AeroUnion beim Verkehrsministerium der Vereinigten Staaten die Rechte für Frachtflüge zwischen Mexiko und den Vereinigten Staaten. Am 21. Januar 2006 flog die erste Maschine nach Los Angeles. Die Gesellschaft war bis 2014 im Besitz von Luis Ramos (99 %) und David Hazouri (1 %). 
Am 23. Oktober 2014 teilte die damalige Avianca Holdings (heute Avianca Group) mit, dass Tampa Cargo, eine direkte Tochtergesellschaft von Avianca, nach Erhalt der erforderlichen Genehmigungen durch die mexikanische Behörde für ausländische Investitionskontrolle, Zivilluftfahrt und Wettbewerb, den Kauf einer Minderheitsbeteiligung an dem mexikanischen Frachterunternehmen vollendete.
Avianca Holdings gab am 10. Mai 2020 bekannt, dass sie sich freiwillig dem Chapter 11 des nordamerikanischen U.S. Insolvenzgesetz unterstellt. Die Ankündigung ist eine der direkten Folgen der durch die COVID-19-Pandemie verursachten Krise. Als zugehörige Firma war auch AeroUnion von dieser Maßnahme betroffen.
Unter dem Schutz des Verfahrens konnte AeroUnion weiterfliegen und so auch Impfstoffe zum Schutz der mexikanischen und lateinamerikanischen Bevölkerung transportieren.
Am 2. November 2021 hat der Southern District Court of New York die Genehmigung für den Reorganisationsplan erteilt. Damit konnte das Unternehmen den Ausstieg aus dem Insolvenzverfahren nach Chapter 11 beginnen, das am Ende des Monats abgeschlossen wurde. Dazu, Anfang Dezember 2021 wurde die Holding in Avianca Group International Ltd. umfirmiert.

## Ziele
Aerounion fliegt folgende Flughäfen an:
- Nationale Ziele: Flughafen Guadalajara, Flughafen Mexiko-Stadt, Flughafen Monterrey
- Internationale Ziele (USA): Flughafen Los Angeles, O’Hare International Airport

## Flotte
Mit Stand Dezember 2023 besteht die Flotte der Aerounion aus fünf Frachtflugzeugen mit einem Durchschnittsalter von 32,9 Jahren:
| Flugzeugtyp          | Anzahl | bestellt | Anmerkungen   | Durchschnittsalter |
| -------------------- | ------ | -------- | ------------- | ------------------ |
| Airbus A300B4-600RF  | 2      |          | einer inaktiv | 30,4 Jahre         |
| Airbus A300C4-600R   | 1      |          | inaktiv       | 30,4 Jahre         |
| Boeing 767-200ERBDSF | 2      |          |               | 36,6 Jahre         |
| Gesamt               | 5      | –        |               | 32,9 Jahre         |

## Zwischenfälle
- In der Nacht zum 14. April 2010 verunglückte um ca. 22:25 (Ortszeit) ein Frachter des Typs Airbus A300B4-203F der Aerounion (Luftfahrzeugkennzeichen XA-TUE) im Anflug auf den Flughafen Monterrey (Mexiko) bei schlechtem Wetter etwa zwei Kilometer vor der Landebahn. Sieben Menschen starben, davon zwei am Boden (siehe auch AeroUnion-Flug 302).[9]